# 엘카르멘 (칠레)
엘카르멘(스페인어: El Carmen)는 칠레 비오비오주 뉴블레 현의 코무나이다.